# Acanthoptera violascens
Acanthoptera violascens är en skalbaggsart som beskrevs av Perty 1832. Acanthoptera violascens ingår i släktet Acanthoptera och familjen långhorningar. Inga underarter finns listade i Catalogue of Life.